# Meloe violaceus
Meloe violaceus là một loài bọ cánh cứng trong họ Meloidae. Loài này được Marsham miêu tả khoa học năm 1802.
Những con bọ cánh cứng này có mặt ở hầu hết châu Âu, ở phía đông Cổ Bắc giới, ở Cận Đông và Bắc Phi.
Loài này được đặc trưng bởi siêu biến thái, một loại biến thái côn trùng hoàn toàn, trong đó, ngoài các giai đoạn bình thường của ấu trùng, nhộng và trưởng thành, chúng còn có một số giai đoạn khác, với sự khác biệt lớn về ngoại hình và cách sống.
Cơ thể của Meloe violaceus dài 10–30 milimét, con cái lớn hơn con đực một chút

## Hình ảnh

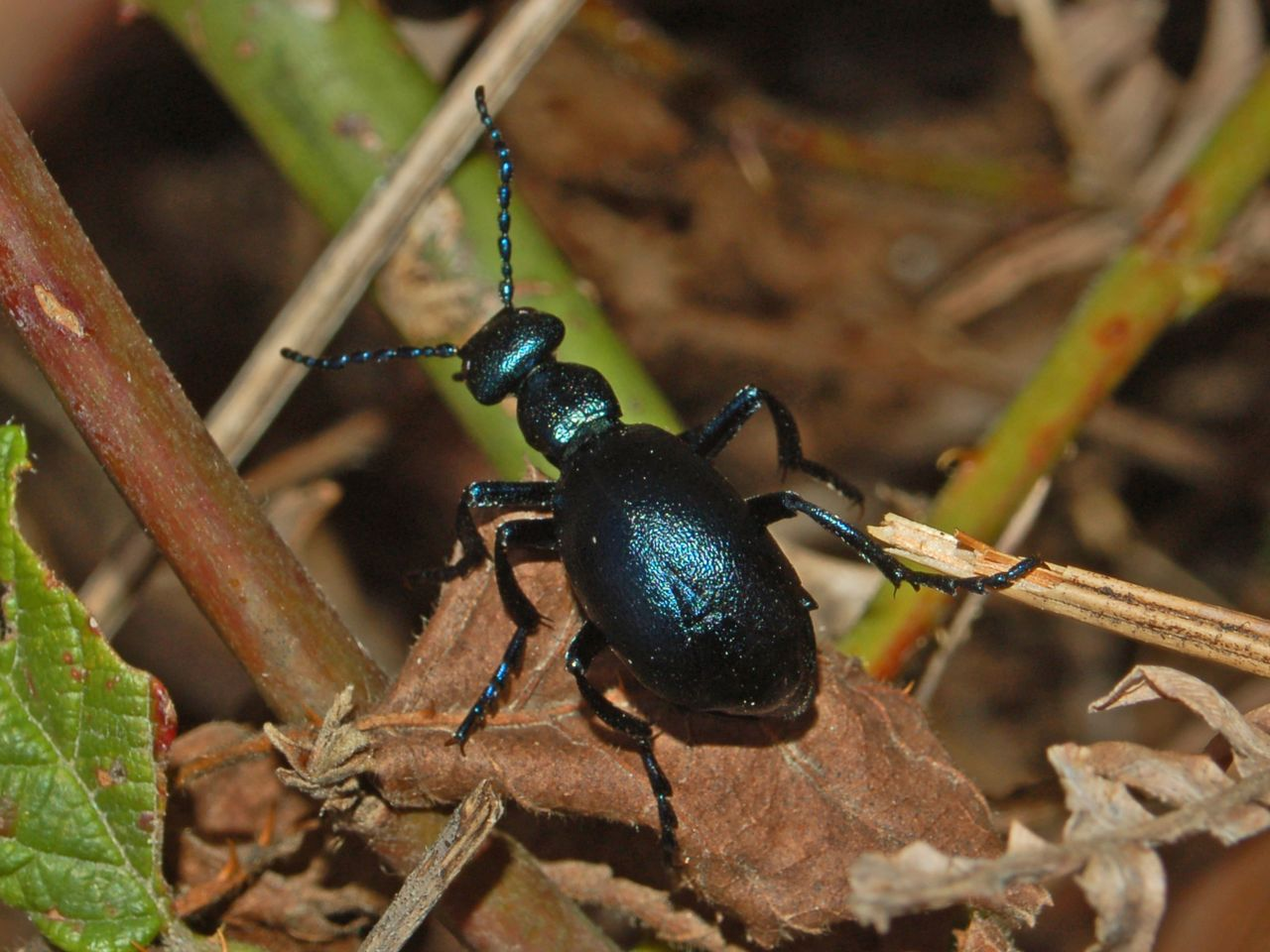
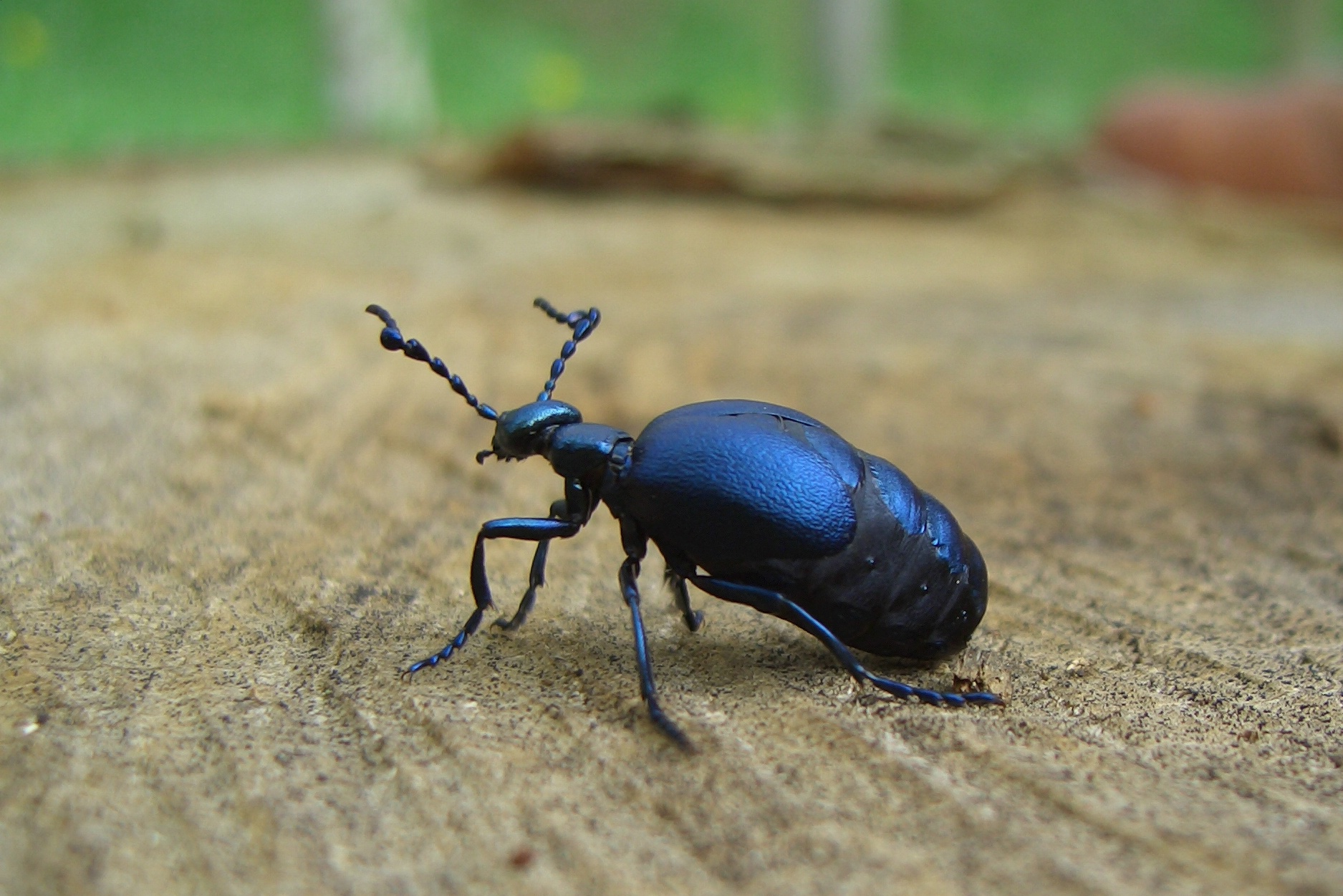
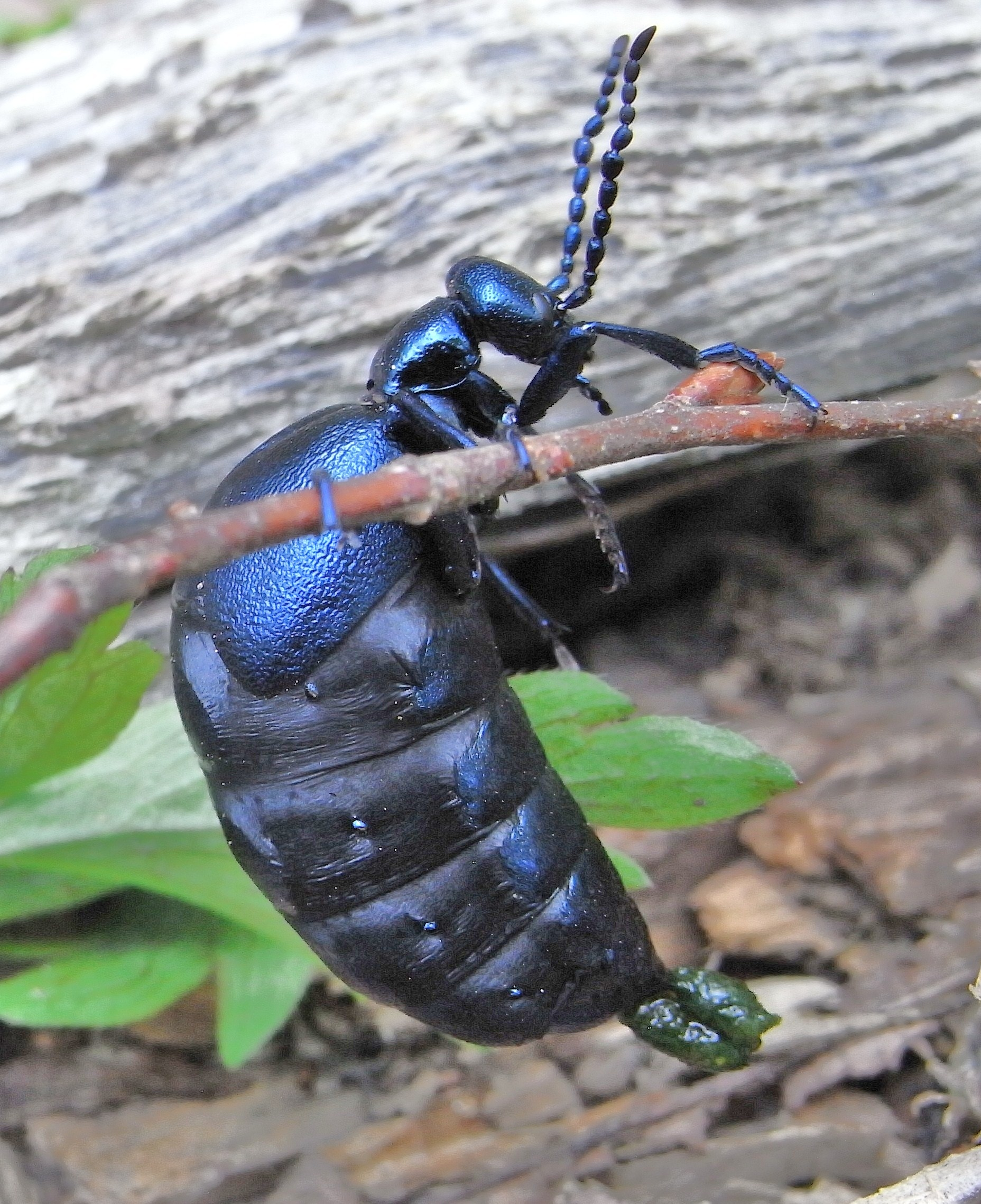
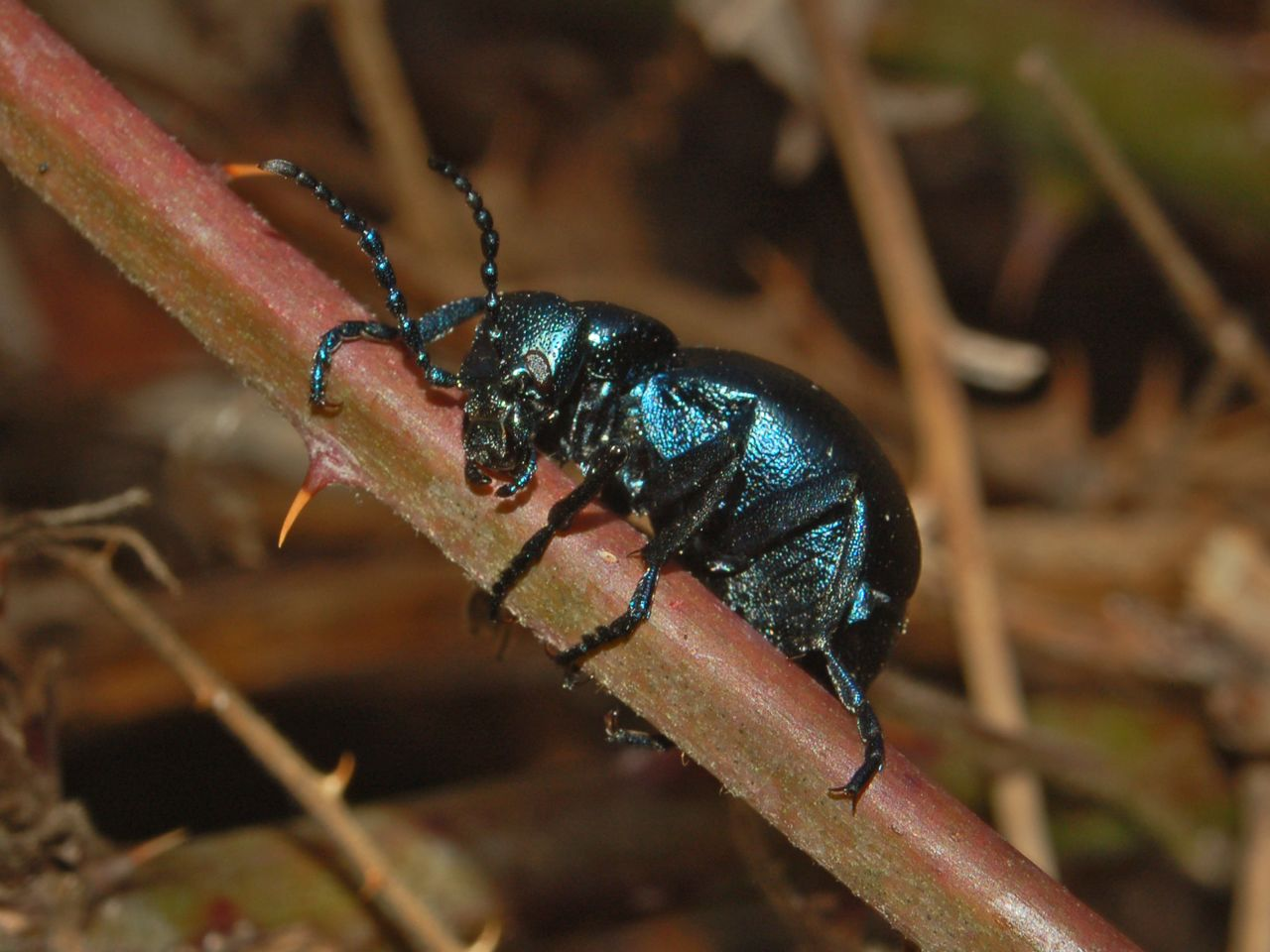